# 덕암동 (대전)
덕암동(德岩洞)은 대전광역시 대덕구의 법정동 및 행정동이다.

## 주요시설
덕암동에는 대전철도차량정비단과 KT&G 본사, KT&G 신탄진제조창 등이 위치해 있다.

새일초등학교

신탄중앙중학교

신탄진 나들목

## 연혁
- 1895년(고종 32년) : 회덕군 북면 덕암리
- 1914년 : 일제의 행정구역 개편에 따라 회덕군과 진잠군이 병합되면서 대전군 북면 덕암리가 됨
- 1935년 : 대전부의 신설로 대전군이 분리되면서 대덕군 북면 덕암리가 됨
- 1973년 : 북면이 신탄진읍으로 승격되면서 대덕군 신탄진읍 덕암리가 됨
- 1989년 : 대전직할시 승격으로 대덕군이 폐지되면서 대덕구 덕암동이 됨